# Élection présidentielle américaine de 2020 au Nevada
L'élection présidentielle américaine de 2020 au Nevada a lieu le 3 novembre 2020 comme dans les 49 États qui composent les États-Unis ainsi que le district de Columbia. Les électeurs névadains choisissent des grands électeurs pour les représenter dans le collège électoral à travers un vote populaire. Le Nevada dispose en 2020 de 6 grands électeurs. L'État donne l'ensemble de ses grands électeurs au candidat démocrate, l'ancien vice-président des États-Unis Joe Biden. 
Le candidat vainqueur de ce scrutin dans tout le pays sera également Biden, qui succédera à Donald Trump à la présidence des États-Unis le 20 janvier 2021.